# No frost
No frost je technologie používaná v chladničkách a mrazácích, která zabraňuje vytváření ledu.

## Technické řešení
Funkce No frost zabraňuje vytváření ledu využíváním ventilátoru, který rovnoměrně rozptyluje suchý vzduch po prostoru spotřebiče. Suchý vzduch zabraňuje tvorbě ledu, protože bez vlhkosti se led nevytvoří.
Funkce No frost omezuje výdej energie a vytváří uživatelsky přívětivější prostředí. Chladničky a mrazničky bez technologie No frost vytvářejí při chlazení a mrazení led, který se po čase musí odstranit. Tento proces je časově a energeticky náročný, protože při opětovném zapnutí musí spotřebič znovu vychladit celý svůj prostor.
NoFrost - Jedná se o systém kanálků kterými se vlhký vzduch odvádí za pomocí ventilátoru z vnitřního  prostoru chladničky a vede se k výparníku, který se nachází v horní části chladničky . Vlhký  vzduch se na výparníku sráží jako jinovatka, ochladí se a dostává se  pak jako suchý vzduch do vnitřního prostoru.  Vrstva námrazy ve výparníku  po přivedení tepla roztává a odtéká do záchytné misky, která se nachází  na kompresoru.

## Použití v mrazáku
- V mrazáku nevzniká led a potraviny nejsou celé omrzlé. To přispívá k lepší orientaci v mrazáku a zkracuje čas rozmrazení.
- Nezmenšuje se místo ke skladování potravin.

## Použití v chladničce
- Nevytváří na stěnách kusy ledu. Mimo to nevysušuje tak rychle potraviny a zanechává je déle čerstvé.
- Snižuje spotřebu.